# Arco trionfale (Dürer)
L'Arco trionfale è una serie di 192 xilografie, la cui esecuzione avvenne sotto la regia di Albrecht Dürer, databile al 1515-1517 e conservata, tra le migliori copie esistenti, nel Germanisches Nationalmuseum di Norimberga.

## Storia e descrizione
Nella primavera del 1512, l'imperatore del Sacro Romano Impero Massimiliano I d'Asburgo si era fermato per più di due mesi a Norimberga, dove aveva conosciuto Dürer. Per celebrare l'imperatore e il suo casato l'artista concepì allora un'impresa mai vista, quella di una gigantesca xilografia, vera antesignana dei poster, composta da 192 blocchi stampati separatamente e riuniti insieme a formare un grande Arco trionfale, su cui erano illustrate storie della vita di Massimiliano e dei suoi antenati oltre a complesse figurazioni allegoriche. Essa richiese, oltre al contributo di Dürer - che progettò l'opera, ne disegnò personalmente alcune parti, relative soprattutto alla decorazione architettonica, e sovraintese il lavoro di vari aiuti che disegnarono le restanti -, quello di eruditi, architetti e intagliatori.
La straordinaria impresa venne ricompensata all'artista con un beneficio annuo di cento fiorini, che doveva essere corrisposto dalla municipalità di Norimberga.

## Altre immagini

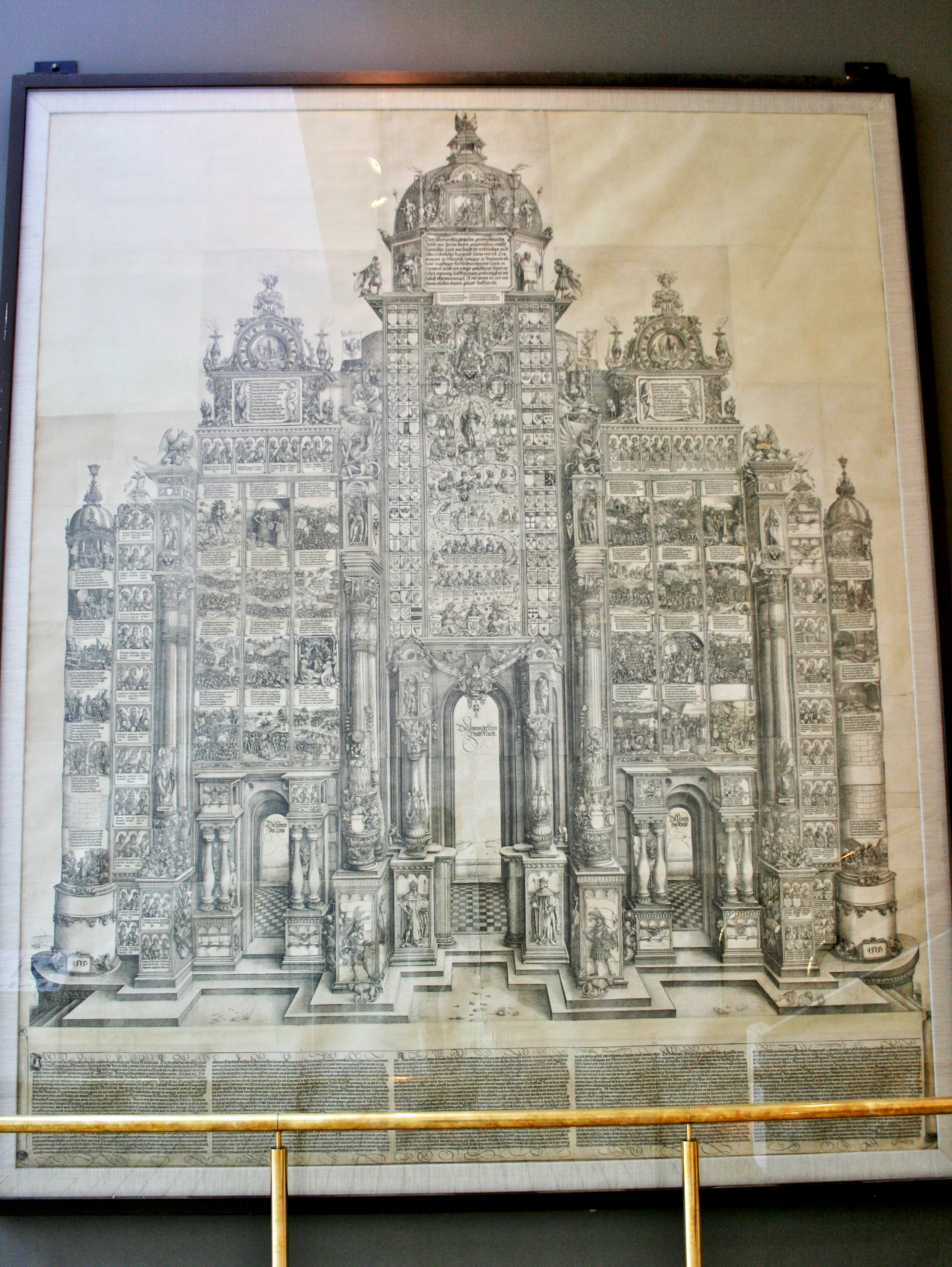
La copia del British Museum
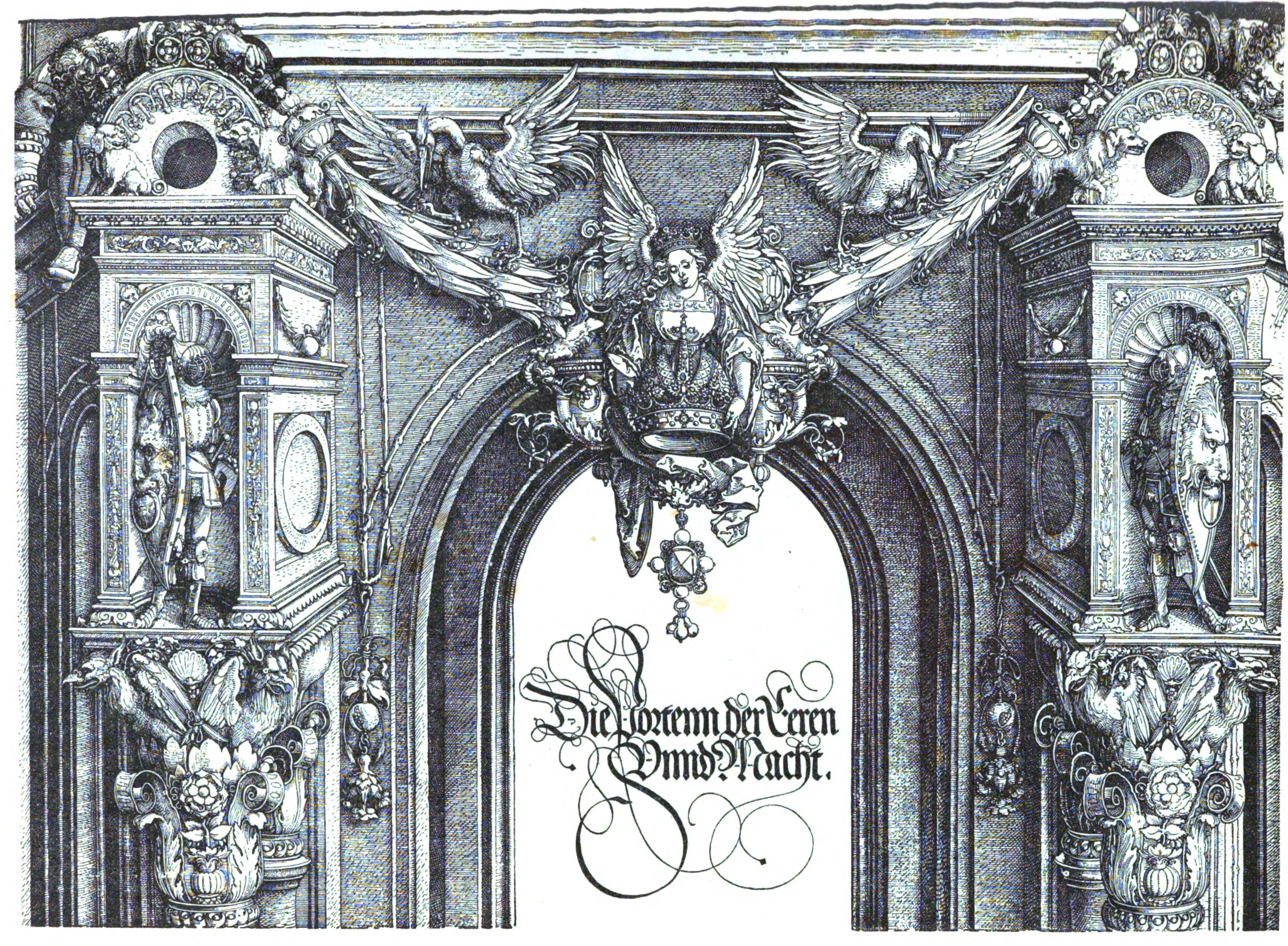
Dettaglio
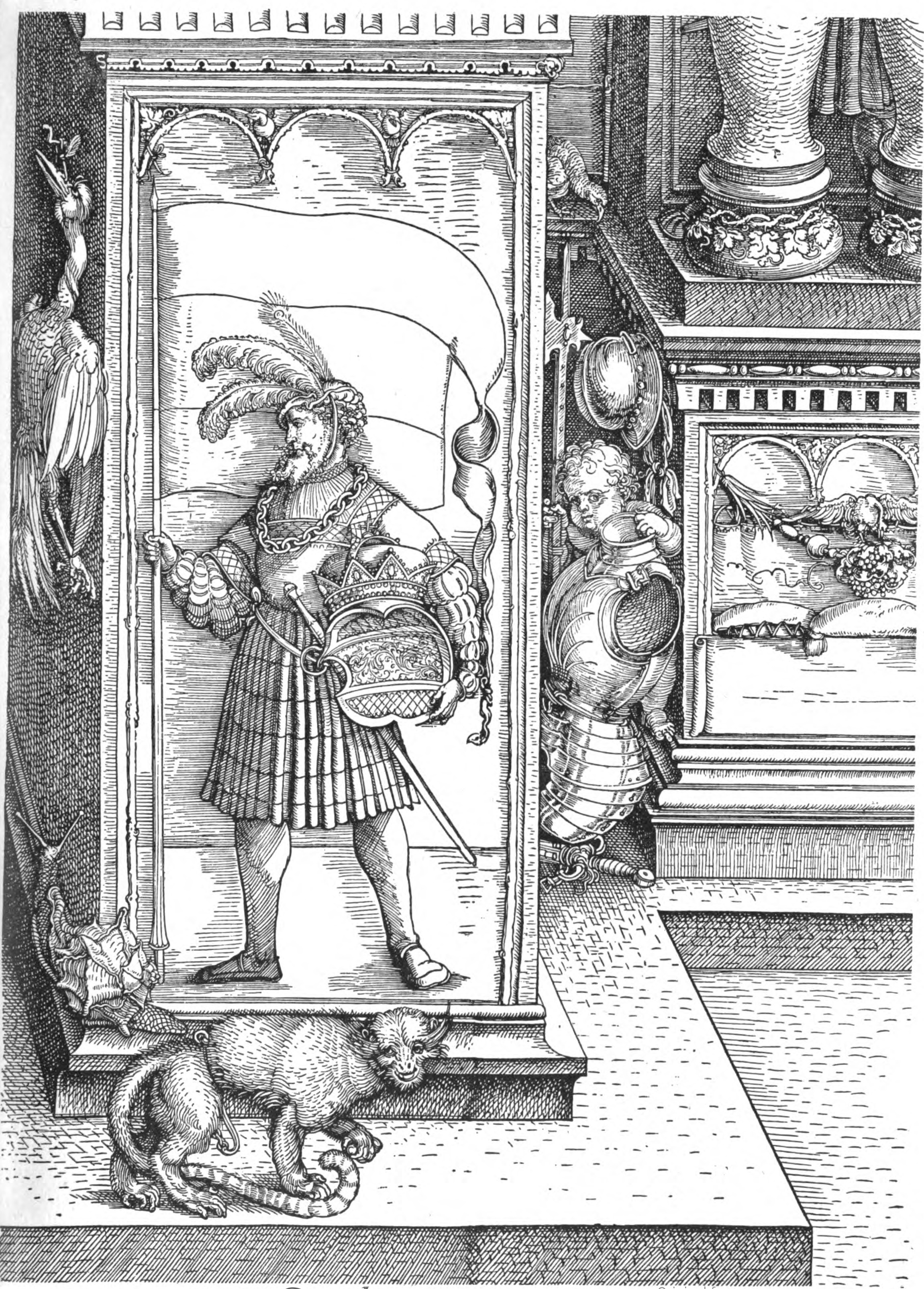
Dettaglio
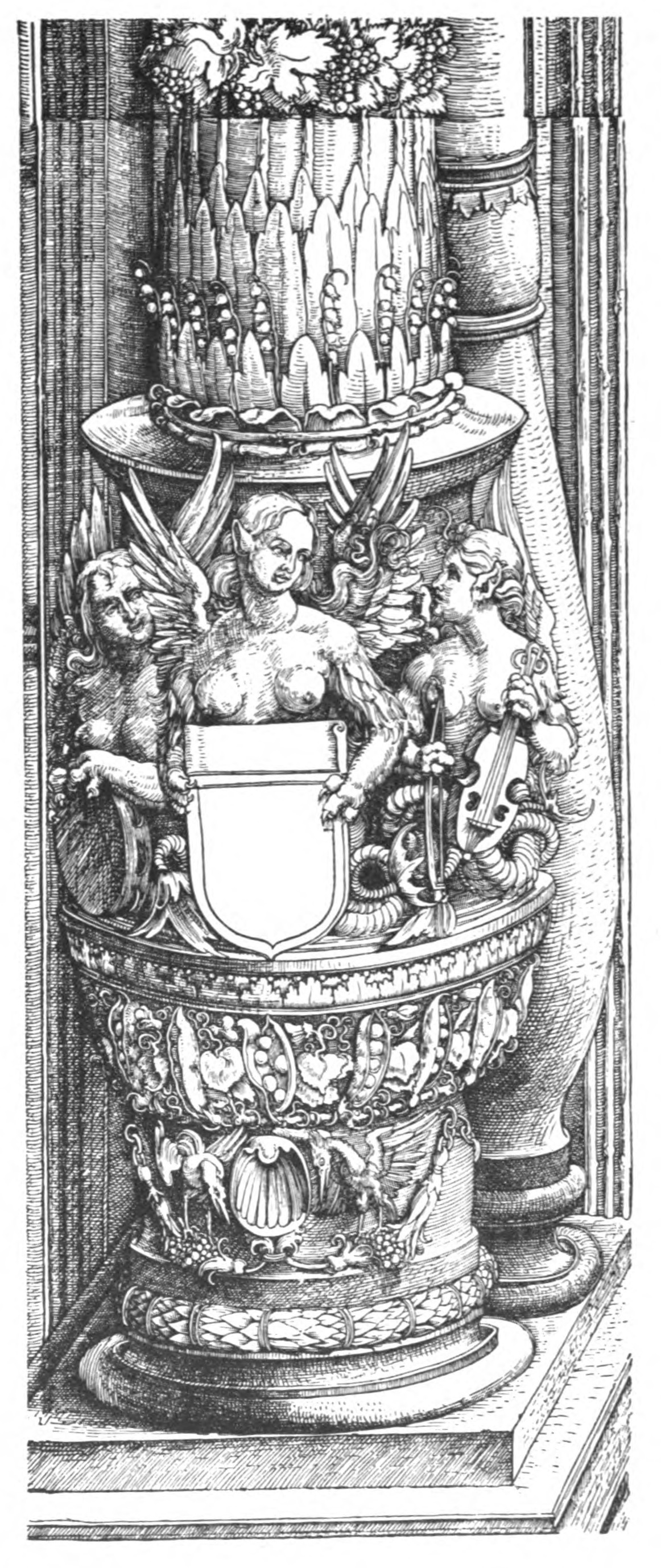
Dettaglio
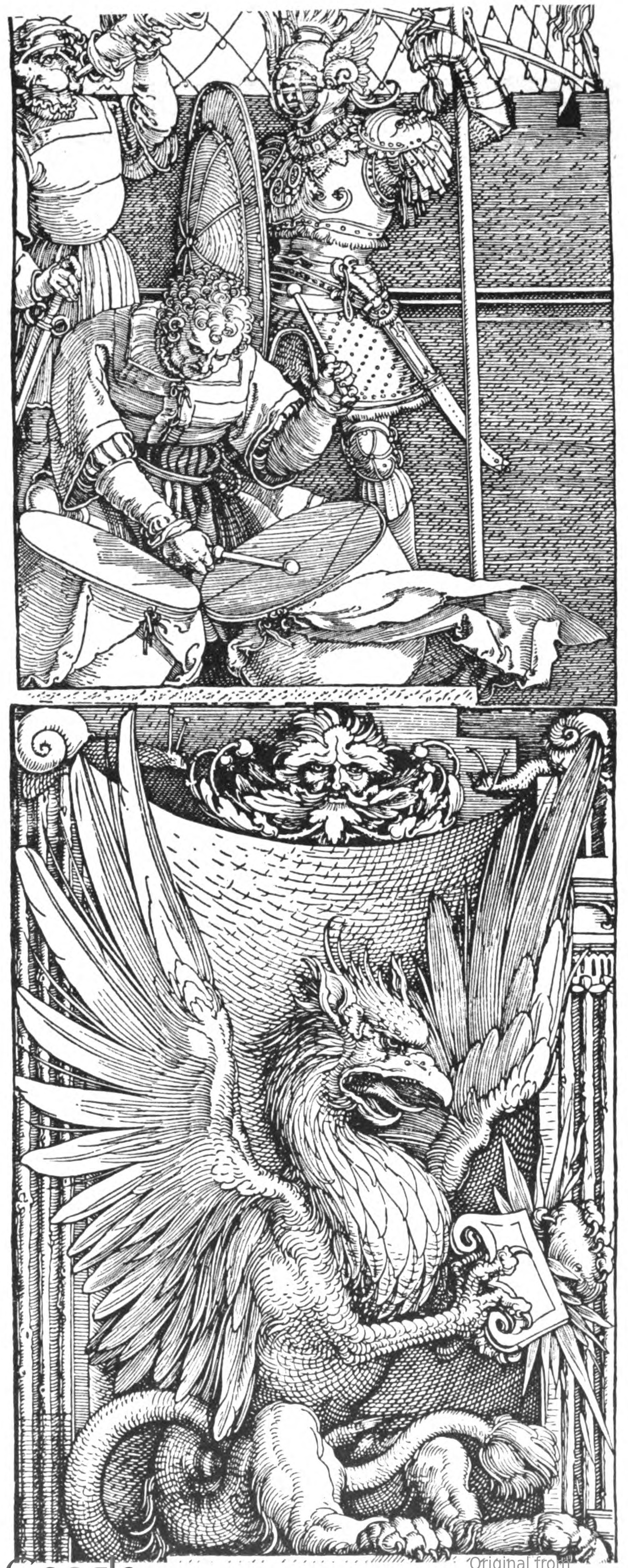
Dettaglio
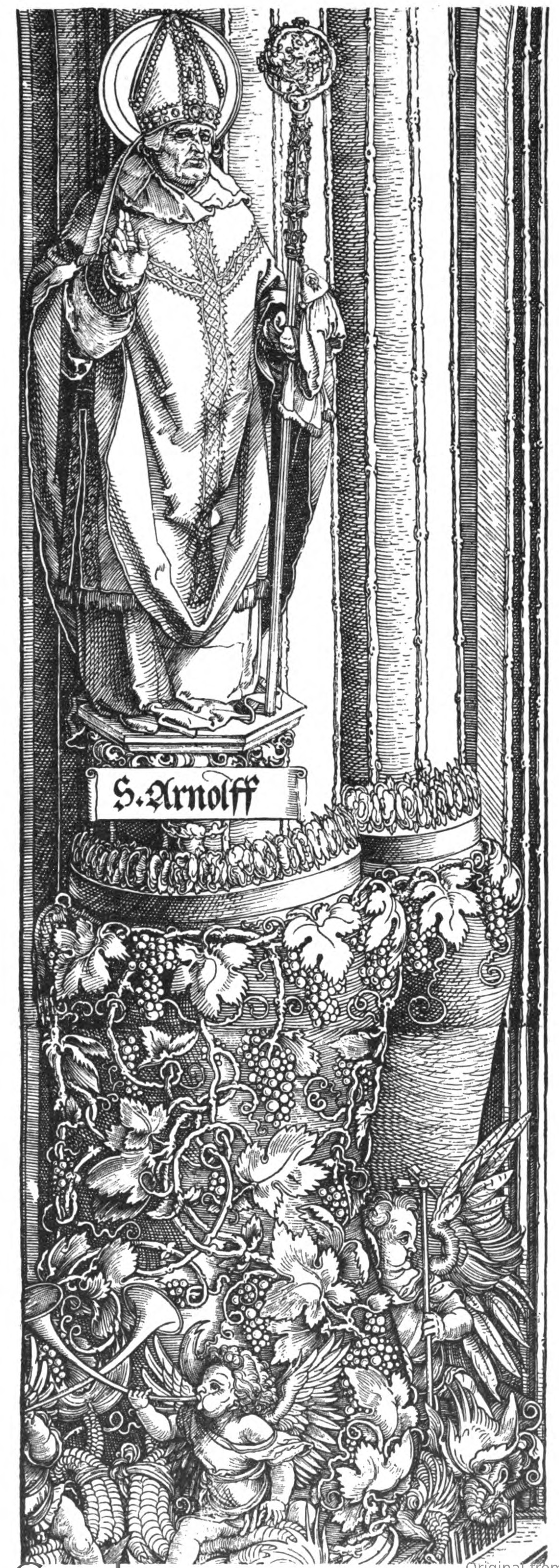
Dettaglio
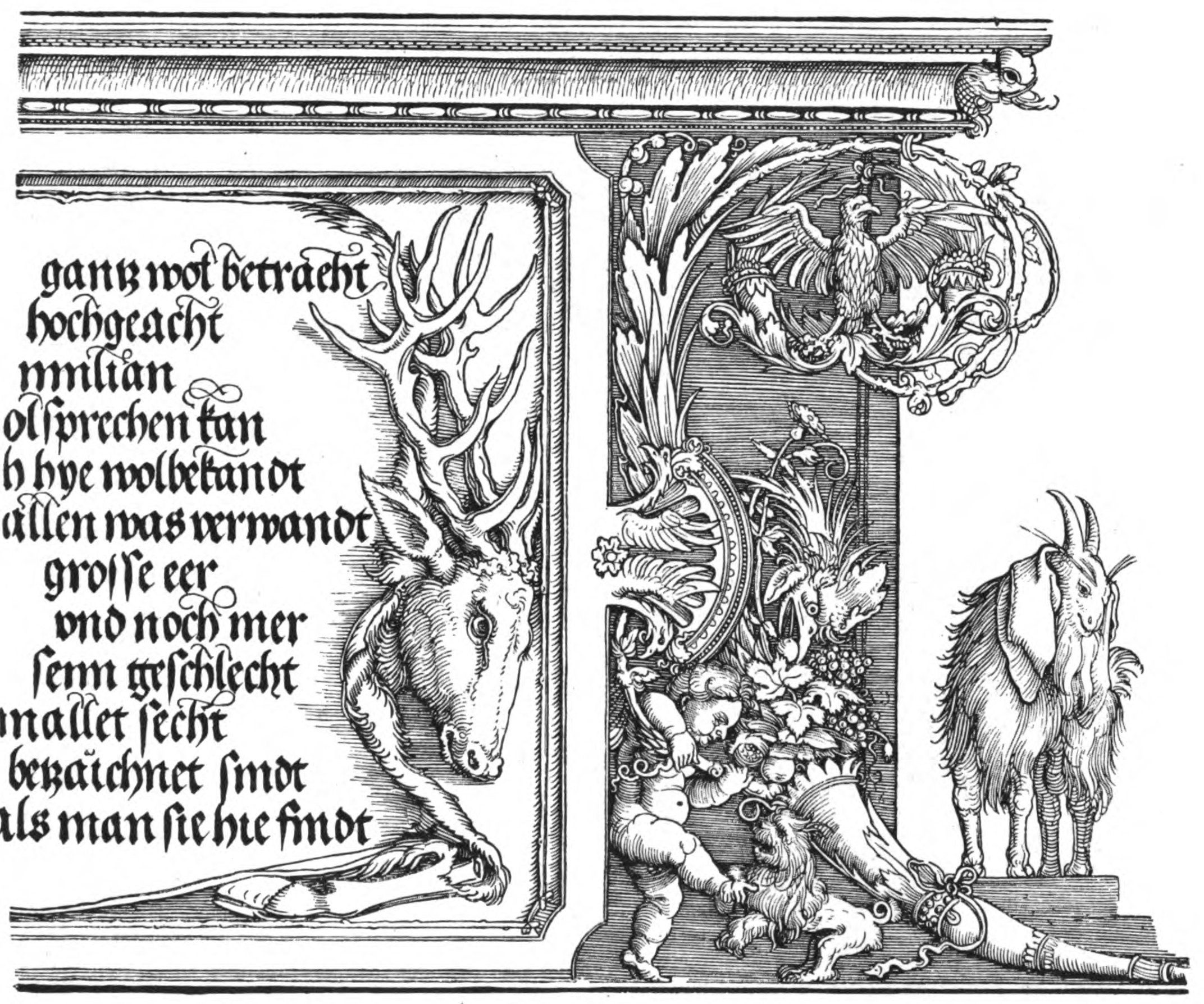
Dettaglio
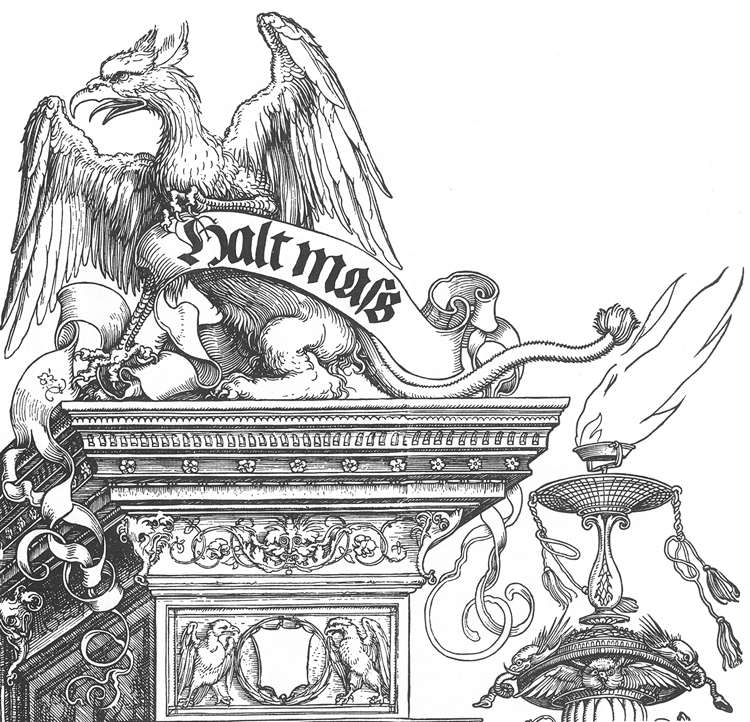
Dettaglio
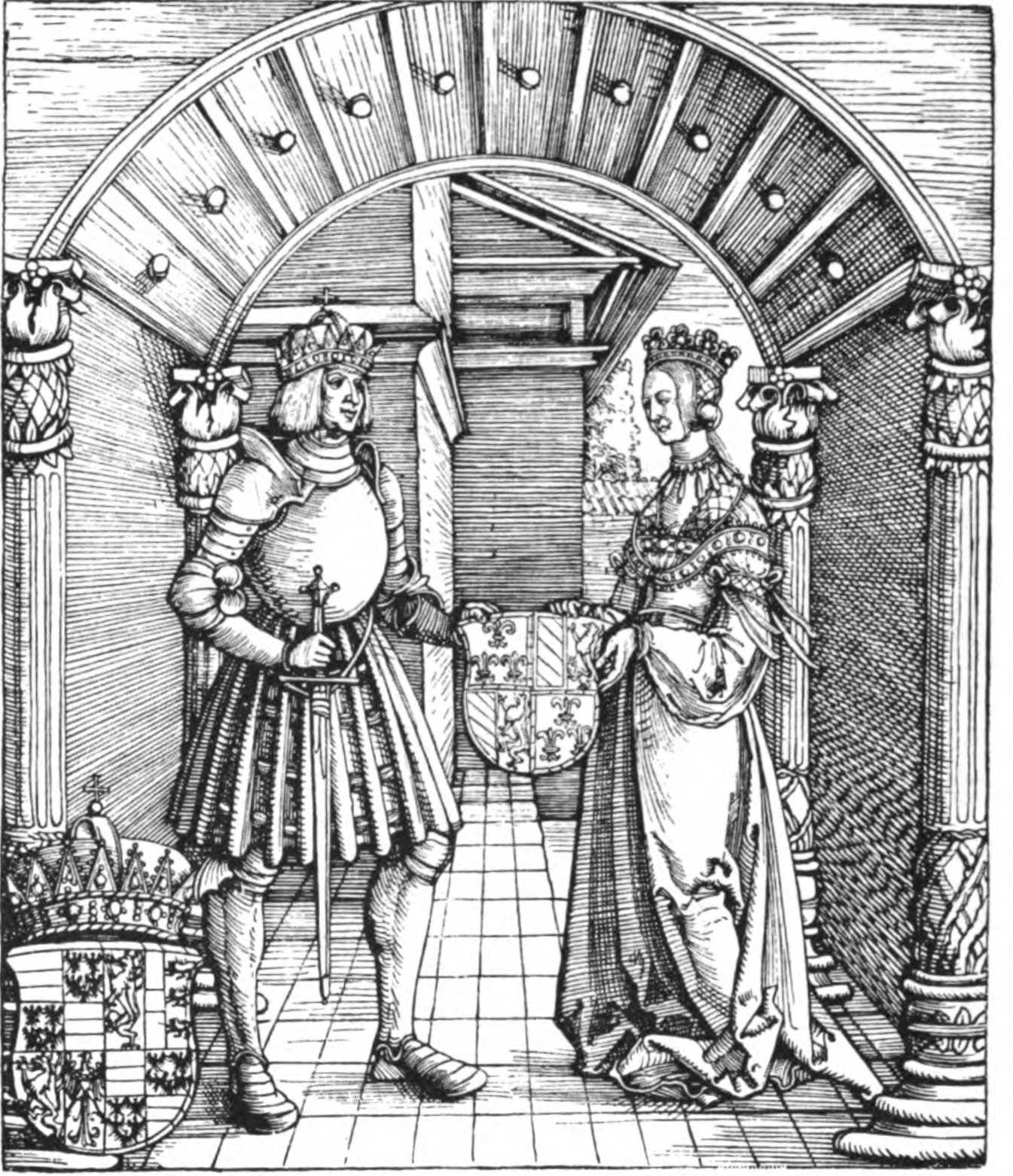
Dettaglio
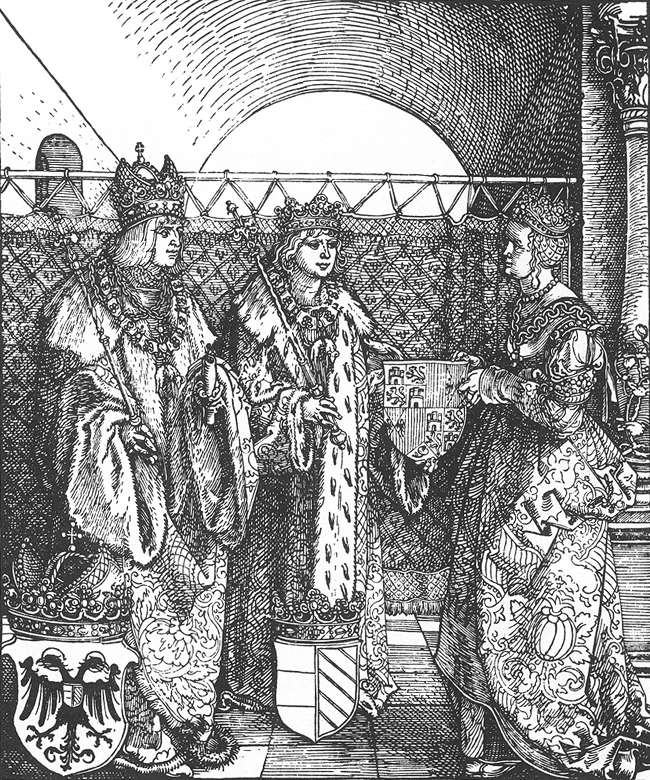
Dettaglio
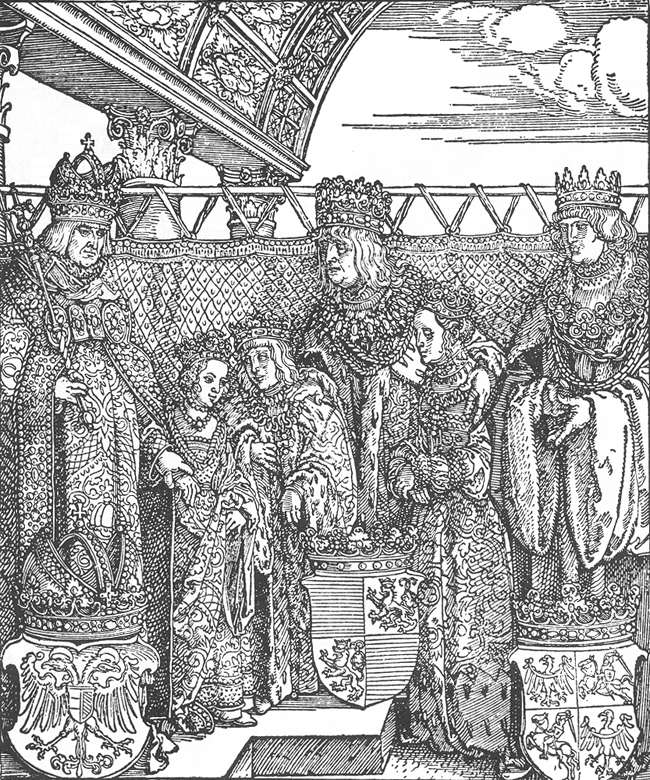
Dettaglio
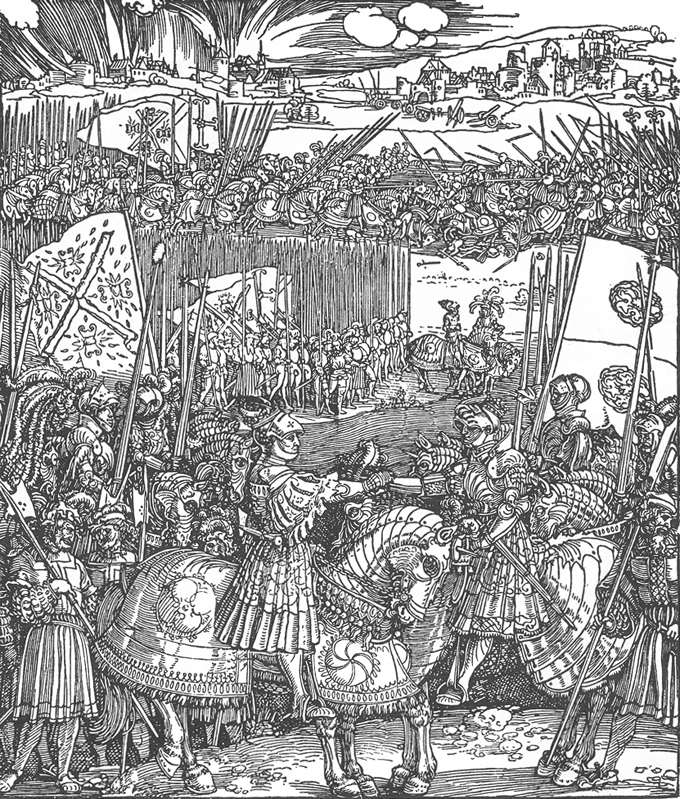
Dettaglio
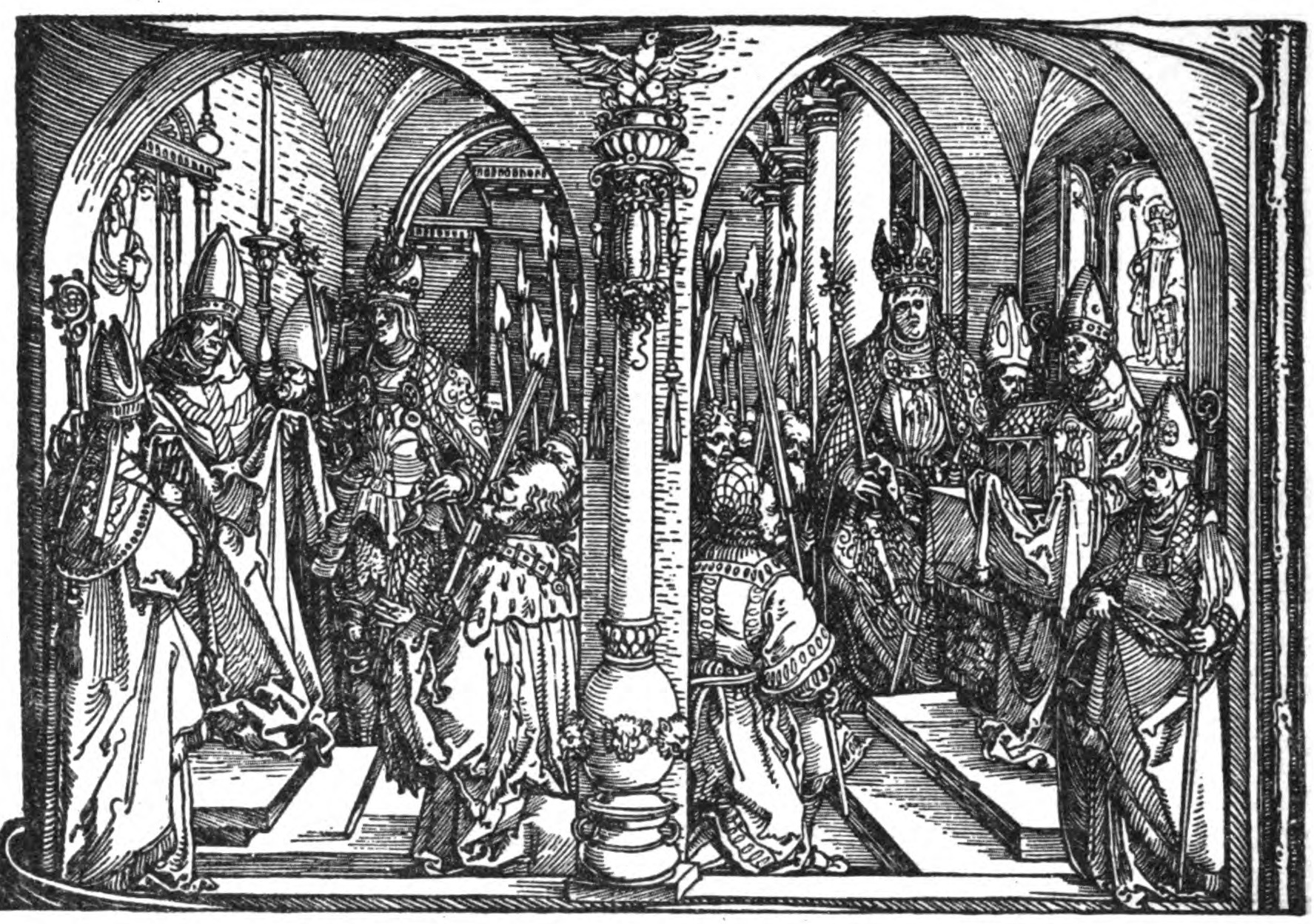
Dettaglio
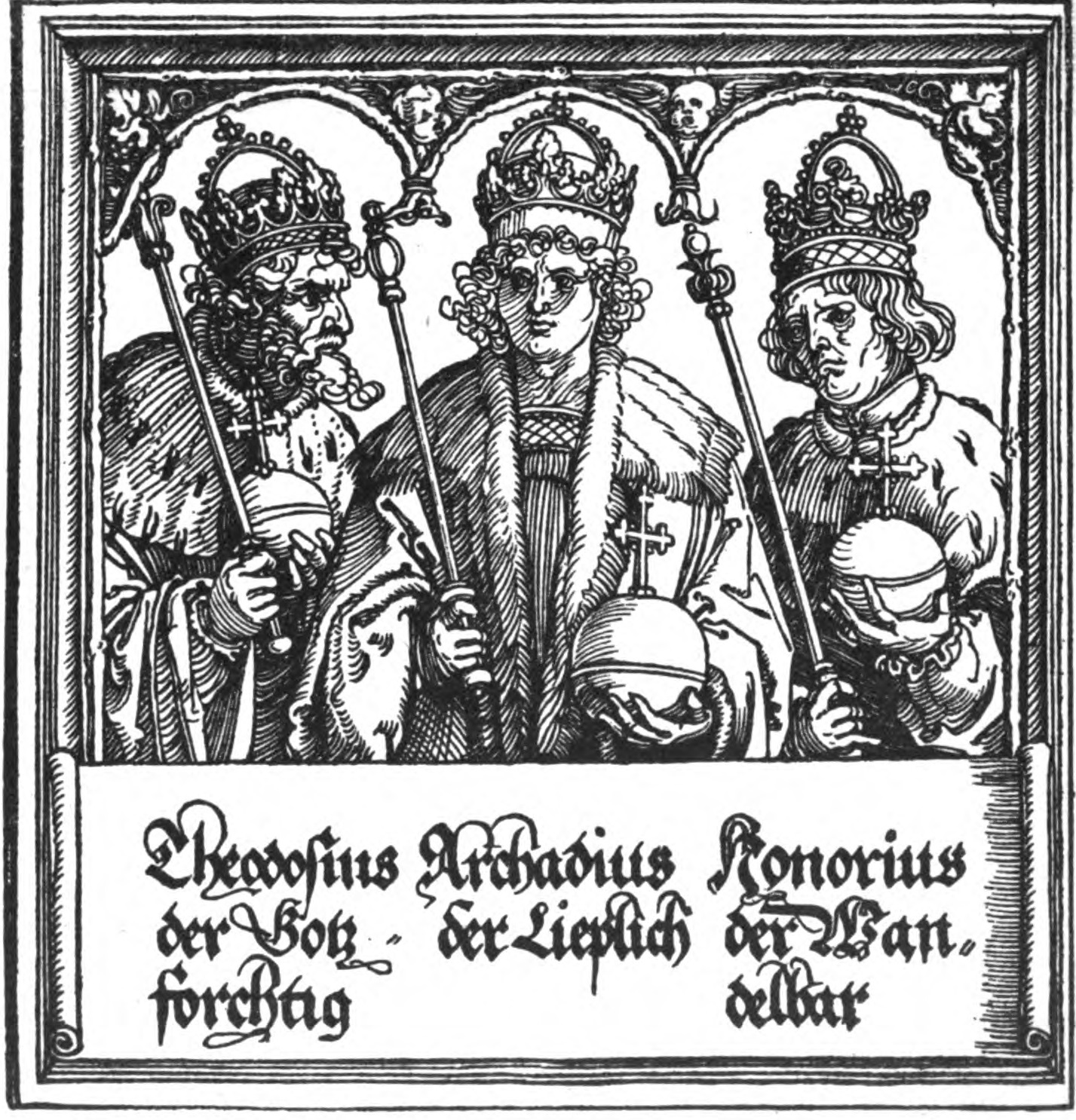
Dettaglio